# 待ち伏せ (映画)
『待ち伏せ』（まちぶせ）は、1970年3月21日に公開された日本の時代劇映画。製作は三船プロダクション、配給は東宝。

## あらすじ
物情騒然。飢饉や乱、そして異国船の出現などで国情の乱れる天保年間、幕府による陰謀・策略が日夜企てられ、その配下が各所で暗躍していた。
そんなとき、ある浪人の男は“烏”を名乗る頭巾の侍から小判百枚での仕事を請け負う。しかし仕事の内容は全く知らされず、指示は「三州峠で待て。峠で何をするかは追って届ける文を見て自分で判断せよ。」という曖昧なものだった。峠に向かう途中の浪人は夫の暴力を受ける薄幸そうな女・おくにを助け峠の茶屋で別れるが、茶屋には不愛想な老主人・徳兵衛、その元気な孫娘・お雪、そして胡散臭い医者くずれの玄哲がおり、おくにはお雪の口利きで茶屋で働くこととなった。
やがて茶屋に人が集まる。それは威勢のいい渡世人・弥太郎、峠から戻った浪人、そして傷を負った血だらけの二人の男であり、二人は番屋役人の伊吹兵馬と兵馬に捕縛された盗人の辰であった。二人は玄哲らにより手当てを受けるが、兵馬は独善的で猜疑心と小役人根性の塊りのような男だった。やがて浪人と弥太郎は茶屋を離れ入れ違いにおくにの夫の伊太八が茶屋を訪れるが、時を置かずして盗賊の一団が辰を取り戻すべく茶屋に押し入った。実は玄哲は盗賊の首領であり、ある目的のために徳兵衛を騙し茶屋に潜伏していたのだった。玄哲は何者からかの伝言を辰から聞き出すと用済みとなった辰を容赦なく斬り捨て、人質とした四人に「口封じのため明朝に殺す」と告げる。
再び茶屋に戻った浪人は己が“烏”の依頼により三州峠を訪れたことを玄哲に語り、玄哲は浪人が目的達成のために送り込まれた“用心棒”であることを知った。玄哲は浪人に、己が松本藩取り潰しを企む水野越前守により藩の御用金を三州峠で強奪する密命を帯びていること、その一方で己は越前守の配下でありながらその弱みを握る存在でもあることを語る。やがて御用金行列が峠に近付くなかで浪人に“烏”から「玄哲を斬れ」との指令書が届く。これを見た浪人は“烏”とは越前守その人であり、そして御用金強奪の計画は偽りで全ては玄哲の抹殺を目論む越前守の計略であると悟った。
間もなく行列は峠に差し掛かり、おなじ頃、盗賊による茶屋の占拠を知り番屋に走った弥太郎も兵馬配下の番屋役人を引き連れて峠に立ち戻った。浪人の言により越前守の企みを知った玄哲は怒り、浪人の制止を振り切り配下と共に行列に斬り込む。しかし、行列は越前守の差し向けた偽行列でその荷はただの砂袋であった。己の野望が破れ捕り方からも逃れられないと悟った玄哲は崖を跳び降り自決する。一方、捕り方に取り押さえられた浪人は駆け付けた兵馬の命で解放されたが、その心にはおくにへの想いと越前守に対する憤りが残った。
おくにと別れ峠から旅立った浪人は、とある原野で越前守こと“烏”の一行を待ち伏せると、一瞬のうちに一行を討ち果たし悠然と去って行く。

## スタッフ
- 監督：稲垣浩
- 製作：三船敏郎、西川善男
- 脚本：藤木弓、小国英雄、高岩肇、宮川一郎
- 撮影：山田一夫
- 美術：植田寛
- 録音：市川正道
- 照明：佐藤幸郎
- 音楽：佐藤勝
- 監督補佐：丸輝夫
- 監督助手：安井治
- 音響効果：西本定正
- 編集：阿良木佳弘
- 撮影助手：村野信明
- 照明助手：土井直之
- 録音助手：小林尚
- 美術助手：高山彦三郎
- 装置：吉田良雄
- 装飾：佐藤袈裟孝
- メークアップ：小林重夫
- 衣裳：池田誠
- 記録：藤本文枝
- 殺陣：久世竜、三船プロ七曜会
- 協力：川中島陣太鼓篠ノ井保存会
- 現像：東京現像所
- 整音：東宝ダビング
- 製作担当者：車田守

## 出演者
- 鎬刀三郎[2]：三船敏郎

- 弥太郎：石原裕次郎

- おくに：浅丘ルリ子

- 玄哲：勝新太郎

- 伊吹兵馬：中村錦之助

- 名知らぬ武士：市川中車
- 徳兵衛：有島一郎
- お雪（徳兵衛の孫娘）：北川美佳

- 伊太八：土屋嘉男
- 法華の権次：戸上城太郎
- 居酒屋の女房：中北千枝子
- 野猿の辰：山崎竜之介

- 騎馬侍：久野征四郎
- 仲間：荒木保夫
- 仲間：田中浩
- 仲間：木村博人

- 帳場の人：佐田豊
- 若者：阿知波信介
- 若者：沢登護
- 若者：沖田駿一